# Ptiloglossa decora
Ptiloglossa decora là một loài Hymenoptera trong họ Colletidae. Loài này được Moure mô tả khoa học năm 1945.